# Polyrhachis mjobergi
Polyrhachis mjobergi é uma espécie de formiga do gênero Polyrhachis, pertencente à subfamília Formicinae.